# Ny-Huggenäs församling
Ny-Huggenäs församling är en församling i Säffle pastorat i Västra Värmlands kontrakt i Karlstads stift. Församlingen ligger i Säffle kommun i Värmlands län.

## Administrativ historik
Församlingen bildades 1970 genom sammanslagning av Södra Ny församling och Huggenäs församling och var därefter till 2010 annexförsamling i pastoratet Bro och Ny-Huggenäs. Sedan 2010 ingår församlingen i Säffle pastorat.

## Kyrkor
- Södra Ny kyrka
- Huggenäs kyrka